# Trigonella latialata
Trigonella latialata är en ärtväxtart som först beskrevs av Joseph Friedrich Nicolaus Bornmüller, och fick sitt nu gällande namn av I.T. Vassilczenko. Trigonella latialata ingår i släktet trigonellor, och familjen ärtväxter. Inga underarter finns listade i Catalogue of Life.